# تحصیل غازی
تحصیل غازی (به انگلیسی: Ghazi Tehsil) یک تحصیل در پاکستان است که در خیبر پختونخوا واقع شده‌است.